# Паренти, Майкл
Майкл Паренти (род. 1933[…], Нью-Йорк, Нью-Йорк) — американский левый политолог, критик существующей капиталистической системы. 

## Биография
Окончил Йельский университет в 1962 году по специальности политологии со степенью Ph.D. Преподавал в ряде колледжей и университетов, в США и за рубежом. По причине своих взглядов в США стал диссидентом. Отец левого публициста Кристиана Паренти. Работы переведены по меньшей мере на семнадцать языков.

## Книги
- The Anti-Communist Impulse, Random House, 1970.
- Trends and Tragedies in American Foreign Policy, Little, Brown,1971.
- Ethnic and Political Attitudes, Arno, 1975.
- Democracy for the Few, First Edition circa 1976, Ninth Edition 2010.
  - на русском языке издавалась дважды:

1. Демократия для немногих, М.: Прогресс, 1990. ISBN 5-01-002278-8
2. Демократия для избранных. Настольная книга о политических играх США, М.: Поколение, 2006. ISBN 5-9763-0016-2

- Inventing Reality: the Politics of News Media. First edition 1986, Second Edition 1993.
- The Sword and the Dollar: Imperialism, Revolution and the Arms Race, St. Martin’s, 1989.
- Make-Believe Media: the Politics of Entertainment, St. Martin’s Press, 1992.
- Land of Idols: Political Mythology in America, St. Martin’s, 1993.
- Against Empire, City Lights, 1995.

Русский перевод — Власть над миром. Истинные цели американского империализма, М.: Поколение, 2006. ISBN 5-9763-0017-0
- Dirty Truths, City Lights Books, 1996. Includes some autobiographical essays.
- Blackshirts & Reds: Rational Fascism and the Overthrow of Communism, City Lights Books, San Francisco, 1997.
- America Besieged, City Lights, 1998.
- History as Mystery, City Lights, 1999.
- The Terrorism Trap: September 11 and Beyond, City Lights, 2002.
- The Assassination of Julius Caesar: A People’s History of Ancient Rome, The New Press, 2003.
- To Kill a Nation: The Attack on Yugoslavia, Verso, 2000.
- Superpatriotism, City Lights, 2004.
- The Culture Struggle, Seven Stories Press, 2006.
- Contrary Notions (City Lights Books, 2007).
- God and His Demons (Prometheus Books, 2010).
- The Face of Imperialism (Paradigm, 2011).
- Waiting for Yesterday: Pages from a Street Kid's Life (Bordighera Press, 2013).

## Награды
- Серебряная медаль «За заслуги» (2013, Сербия)[3]